# Sprachen Papua-Neuguineas
Zu den Sprachen Papua-Neuguineas gehören je nach Quelle 700 bis 860 verschiedene Sprachen, damit ist Papua-Neuguinea der Staat mit der größten Vielzahl und Vielfalt an Sprachen in der Welt, Teil des Verbreitungsgebietes u. a. der austronesischen Sprachen.

## Verkehrssprachen
Als Verkehrssprachen im vielsprachigen Land sind neben der Amtssprache Englisch auch die Kreolsprachen Tok Pisin und Hiri Motu (Police Motu, Motu Pidgin) verbreitet, wobei sich Tok Pisin auf Kosten des vor allem im ehemals britischen Teil verbreiteten Hiri Motu weiter ausbreitet.

### Hiri Motu
Die Sprache Hiri Motu basiert auf Motu, der Sprache des indigenen Motu-Volkes, die zur Zeit der britischen Kolonialregierung den Polizeidienst dominierten. Daher auch die Bezeichnung Police Motu. Darüber hatte sie als Handelssprache große Bedeutung. Die alternative Bezeichnung Hiri trading language deutet noch heute darauf hin.

## Austronesische Sprachen
Von den – je nach Angabe – 700 bis über 800 eigenständigen Sprachen Papua-Neuguineas sind etwa 200 Austronesische Sprachen, die von etwa einem Sechstel der Bevölkerung gesprochen werden. Die restlichen verteilen sich auf 13 weitere Sprachgruppen.

## Nicht-austronesische Sprachen
Die 13 nicht-austronesischen Sprachgruppen besitzen nur wenige Ähnlichkeiten miteinander. Oft werden diese Sprachen auch zusammenfassend als Papua-Sprachen bezeichnet.

### Die Trans-Neuguinea-Sprachen
Die größte dieser Gruppen ist die der Trans-Neuguinea-Sprachen mit über 300 einzelnen Sprachen. Die Sprachen Simbu und Enga sind mit ca. 138.000 bzw. 165.000 Sprechern die größten Sprachen dieser Gruppe.

### Weitere Sprachgruppen
Die weiteren Sprachgruppen sind:
- in Sandaun (West-Sepik), Ost-Sepik und Madang:
  - Sepik/Ramu (besteht aus mehreren Einzelfamilien, insgesamt ca. 100 Sprachen, z. B. Yimas)
  - Torricelli (ca. 50 Sprachen)
- in Neubritannien, Neuirland, Bougainville, Rossel-Inseln:
  - Ostpapuasprachen (ca. 30 Sprachen)
- und:
  - Sko (7 Sprachen in Sandaun Province)
  - Arai (6 Sprachen in Ost-Sepik)
  - Kwomtari (4 Sprachen in Sandaun Province)
  - Amto-Musian (2 Sprachen in Sandaun Province)
- und folgende isolierte Sprachen:
  - Busa in Sandaun Province
  - Nagataman in Sandaun Province
  - Yuri-Sprachen in Sandaun Province
  - Porome in Gulf
  - Maisin in Oro
  - Kwomtari-Baibai
  - Unserdeutsch (deutsch-basierte Kreolsprache rund um die Stadt Rabaul; heute nur noch weniger als hundert Sprecher)

## Die Rolle der Kirchensprachen in Papua-Neuguinea
Missionare haben lokale Sprachen als Medium benutzt und weit über ihr ursprüngliches Gebiet verbreitet. Seit Englisch als Hauptsprache in den Schulen verwendet wird, hat die Bedeutung der sog. Kirchensprachen jedoch abgenommen.
Beispiele für Kirchensprachen sind:
- Lutherische Kirche: Kate (ursprünglich nur in einigen Dörfern um Finschhafen gesprochen, von der Lutherischen Kirche verbreitet), Gedaged (Madang), Yabem (Morobe Province)
- Anglikanische Kirche: Binandere (Oro), Wedau (Milne Bay Province)
- Methodistische Kirche: Dobu, Kuanua
- London Missionary Society: Kiwai (im Westen), Motu (Zentral-PNG), Suau, Toaripi